# Turdus tephronotus
El zorzal ceniciento (Turdus tephronotus) es una especie de ave paseriforme de la familia de los túrdidos. Se distribuye ampliamente en el este de África.
Su hábitat natural son las sabanas secas y matorrales de Etiopía, Kenia, Somalia y Tanzania.
Está clasificado como preocupación menor por la IUCN, debido a su amplia gama de distribución.